# لین جیچنگ
لین جیچنگ (انگلیسی: Lin Jicheng؛ زادهٔ ۸ آوریل ۱۹۵۷) تیرانداز اهل چین بود. وی در بازی‌های المپیک تابستانی ۱۹۸۴ حضور داشته‌است.